# Christian Vieri
Christian „Bobo“ Vieri (* 12. Juli 1973 in Bologna) ist ein ehemaliger italienischer Fußballspieler. Er zählte von 1997 bis 2003 mit 113 Toren in 140 Ligaspielen (durchschnittlich 0,8 Toren pro Spiel) zu den besten Mittelstürmern der Welt. Er profitierte dabei vor allem von seiner physischen Durchsetzungsfähigkeit, seinem Stellungsspiel und seiner Torgefährlichkeit. Häufig wurde er allerdings durch seine starke Verletzungsanfälligkeit gebremst.

## Jugend
Christian Vieri wurde am 12. Juli 1973 in Bologna geboren und ist der Sohn des früheren italienischen Fußballprofis Roberto Vieri (* 1946). Die Familie emigrierte 1977 nach Australien und ließ sich in Sydney nieder, wo Vater Roberto seine aktive Karriere bei den Marconi Stallions ausklingen ließ. Christian und sein jüngerer Bruder Massimiliano besuchten die Prairiewood High School. Während seiner Schulzeit betrieb Vieri Leichtathletik, Cricket und Tennis, entschied sich jedoch für den in Australien vergleichsweise wenig populären Fußball. Seine Laufbahn begann 1987 in der Jugendabteilung der Marconi Stallions, einem von italienischen Einwanderern geprägten Klub, für den sein Vater inzwischen als Trainer tätig war. Im Alter von 14 Jahren kehrte Vieri nach Italien zurück und spielte zunächst für die Nachwuchsmannschaften der AC Santa Lucia und der AC Prato, bevor er 1990 zu Torino Calcio wechselte. Bereits in jungen Jahren profilierte er sich als treffsicherer Stürmer und erhielt aufgrund seiner athletischen Spielweise den Spitznamen Il mostro („das Monster“). Mit Torino gewann er zweimal in Folge die höchste Altersstufe der italienischen Jugendmeisterschaft (Campionato Primavera 1).

## Vereinskarriere

### Anfangsjahre
Während der Saison 1991/92 rückte Vieri in den Profikader auf und gab am 14. Spieltag, beim 2:0-Sieg über Lazio Rom am 15. Dezember 1991, sein Serie-A-Debüt. Dauerhaft durchsetzen konnte er sich jedoch nicht und erzielte in sieben Einsätzen lediglich ein Tor. Um Spielpraxis zu sammeln, wurde Vieri im November 1992 an den Zweitligisten Pisa SC verliehen und spielte in der Saison 1993/94 für die US Ravenna. Trotz zwölf Saisontoren konnte er den Abstieg des Vereins in die drittklassige Serie C nicht verhindern. 1994/95 folgte ein weiteres Jahr in der Serie B, diesmal im Trikot des AC Venedig. Nach drei Jahren in der Zweitklassigkeit holte ihn Emiliano Mondonico im Juli 1995 zu Atalanta Bergamo zurück in die Serie A. Unter Mondonico gelang Vieri endgültig der Durchbruch im Profifußball und trotz einer längeren Verletzungspause erzielte er in 19 Einsätzen sieben Treffer. Am 30. Spieltag der Saison 1995/96 markierte er beim 3:0-Sieg gegen Cagliari Calcio seinen ersten Doppelpack.

### Juventus Turin
Mittlerweile war Italiens Rekordmeister Juventus Turin auf den bulligen Stürmer aufmerksam geworden und der amtierende Champions-League-Sieger verpflichtete ihn im Sommer 1996 zusammen mit Verteidiger Paolo Montero für umgerechnet etwa 5 Millionen D-Mark. Im Kader standen Angreifer wie Alessandro Del Piero, Alen Bokšić oder Nicola Amoruso, weshalb Vieri zunächst kaum Berücksichtigung fand.[6] Nach einer wenig überzeugenden Hinrunde zeigte Vieri in der Rückrunde eine stark ansteigende Form und erzielte wichtige Tore. Innerhalb weniger Wochen gelangen ihm gegen die AS Rom (3:0), die AC Mailand (6:1) und Piacenza Calcio (4:1) jeweils ein Doppelpack und am Saisonende 1996/97 gewann die Alte Dame die italienische Meisterschaft. Auch international war Vieri erfolgreich und erzielte im Rückspiel des UEFA-Supercups gegen Paris Saint-Germain (3:1) ein Jokertor. In der Champions League war er mit vier Treffern am Einzug ins Endspiel beteiligt. Hier unterlag die favorisierten Turiner Borussia Dortmund überraschend mit 1:3. Vieri stand in der Startformation und war von Trainer Marcello Lippi nach 73 Minuten ausgewechselt worden. Insgesamt erzielte Vieri in 37 Pflichtspielen 14 Tore. 

### Atlético Madrid
Am 1. Juli 1997 wechselte Vieri für umgerechnet etwa 35 Millionen DM zu Atlético Madrid in die spanische Primera División und war zu diesem Zeitpunkt der Rekordtransfer des Klubs. Atlético wurde durch den umstrittenen Präsidenten Jesús Gil geführt und in seiner Autobiographie gab Vieri später an, sich hauptsächlich aus finanziellen Gründen für das Angebot aus Madrid entschieden zu haben. Die Verpflichtung erwies sich als absoluter Volltreffer, denn die Saison 1997/98 markierte Vieris endgültigen sportlichen Durchbruch und er reifte zu einem internationalen Topstürmer. In 24 Ligaspielen erzielte er 24 Tore und wurde Torschützenkönig der spanischen Liga (Pichichi-Trophäe). Bei der 4:5-Niederlage gegen UD Salamanca gelangen ihm vier Tore in einem Spiel und im UEFA-Pokal traf er in sieben Spielen fünfmal. Allerdings waren die Colchoneros im Halbfinale an Lazio Rom gescheitert. 

### Lazio Rom
Obwohl sich Vieri binnen kurzer Zeit bei Atlético einen „Legenden-Status“ erarbeitet hatte, zog er wiederum nach nur einer Saison weiter und kehrte nach Italien zurück. Nach zähen Verhandlungen nahm ihn Lazio Rom am 28. August 1998 unter Vertrag und zahlte umgerechnet ca. 50 Millionen DM Ablöse. Der ehrgeizige Unternehmer Sergio Cragnotti (Cirio) hatte den Kader mit Neuzugängen im Wert von knapp 200 Millionen DM verstärkt (u. a. Marcelo Salas, Dejan Stanković, Siniša Mihajlović, Iván de la Peña, Sérgio Conceição). Doch bereits nach zwei Spieltagen zog sich der verletzungsanfällige Vieri in einem Pokalspiel einen Außenbandriss am rechten Knie zu und war erst drei Monate später wieder einsatzbereit. Bei seinem Comeback gegen den FC Bologna (1:0) am 6. Januar 1999 schoss er gleich ein Tor und konnte seine Torjägerqualitäten mit 14 Treffern in 28 Pflichtspielen unter Beweis stellen. 1998/99 war Lazio bis zum 28. Spieltag Tabellenführer und galt als Favorit auf die Meisterschaft. Allerdings verloren sie das Stadtderby gegen die AS Rom (3:1) und mussten die AC Mailand vorbeiziehen lassen, die schließlich mit einem Punkt Vorsprung italienischer Meister wurden. Die von Sven-Göran Eriksson trainierten Biancocelesti gewannen am 19. Mai 1999 die letzte Auflage des Europapokals der Pokalsieger (2:1 gegen RCD Mallorca). Im Endspiel hatte Vieri per Kopf den Führungstreffer beigesteuert und erhielt die Auszeichnung als Man of the Match.

### Inter Mailand
Am 9. Juni 1999 verkündete Inter Mailand die Verpflichtung Vieris und der Klub zahlte die damalige Rekordablöse von umgerechnet etwa 90 Millionen Mark. Damit war er zu diesem Zeitpunkt der teuerste Transfer der Fußballgeschichte. Der Torjäger unterzeichnete einen Vertrag bis 2003, der ihm ein Netto-Jahresgehalt von ca. zehn Millionen Mark einbrachte und zu einem der bestbezahlten Profis der Serie A machte. Damit verdiente Vieri sogar mehr als sein neuer Sturmpartner Ronaldo. Nachdem Vieri in zehn Jahren neunmal den Klub gewechselt hatte, haftete ihm der wenig schmeichelhafte Spitzname „Il mercenario“ („der Söldner“) an und der Transfer entfachte in Italien eine lebhafte Debatte darüber, dass Spielergehälter und Ablösesummen außer Kontrolle geraten seien. Von der Rekordablöse unbeeindruckt, erfüllte Vieri die Erwartungen der Klubführung um Präsident Massimo Moratti und schoss Inter durch einen Hattrick gegen Hellas Verona (3:0) an die Tabellenspitze. Kurz darauf erhielt er die Auszeichnungen als Italiens Fußballer des Jahres 1999 sowie als bester Spieler der Serie A. Inters Hoffnungen auf den ersten Meistertitel seit 1989 ruhten auf den Ausnahmestürmern Ronaldo und Christian Vieri, die allerdings auf Grund ihrer Verletzungsanfälligkeit nur äußerst selten zusammen spielen konnten. In seiner Premierensaison (1999/2000) brachte es Vieri auf 13 Ligatore in 19 Einsätzen und Inter belegte Rang vier. Erstmals in seiner Karriere blieb Vieri einem Klub über mehrere Jahre treu und konnte seine enorme Torgefahr regelmäßig unter Beweis stellen.

### Späte Jahre
Nachdem es zwischen Klubchef Moratti und Vieri häufig gekriselt hatte, lösten Inter Mailand und der Spieler den Vertrag nach sechs Jahren einvernehmlich auf. Vieri erhielt eine Abfindung in Höhe von neun Millionen Euro und schloss sich am 5. Juli 2005 dem Lokalrivalen AC Mailand an. Vieri präsentierte sich formschwach (zwei Tore in 14 Pflichtspielen) und kam nicht über die Rolle als Ergänzungsspieler hinaus, weshalb er die Negativauszeichnung Bidone d’oro als schlechtester Spieler der Serie A erhielt. Um seine Chancen auf eine Nominierung für den WM-Kader zu wahren, kehrte Vieri der AC Mailand nach wenigen Monaten den Rücken und suchte einen Neuanfang. Wegen der Aussicht auf einen Stammplatz wechselte er am 9. Januar 2006 zur AS Monaco in die französische Ligue 1. Trainer war Francesco Guidolin. Nach einem verheißungsvollen Start mit fünf Toren in elf Pflichtspielen zog sich Vieri im Ligaspiel gegen Paris Saint-Germain am 26. März 2006 eine Verletzung zu, die ihn für den Rest der Saison 2005/06 außer Gefecht setzte.
Der mittlerweile 33-jährige Vieri blieb seinem Ruf als „Wandervogel“ treu und kehrte im Juli 2006 nach Italien zurück, um sich Sampdoria Genua anzuschließen. Allerdings bestritt er für den Klub kein Pflichtspiel und löste den Vertrag nach nur einem Monat wieder auf. Anhaltende Knieprobleme und fehlende Motivation hatten zu seinem Entschluss geführt, den Klub wieder zu verlassen. Stattdessen schloss er sich nach diesem Intermezzo am 29. August 2006 dem Aufsteiger Atalanta Bergamo an und erhielt den monatlichen Mindestlohn von 1.500 Euro. Damit kehrte Vieri nach zehn Jahren zu dem Klub zurück, bei dem ihm einst der Durchbruch in der Serie A gelungen war. Verletzungsbedingt verpasste er jedoch einen Großteil der Saison 2006/07. Erst im April 2007 konnte Vieri wieder aktiv in den Spielbetrieb eingreifen und brachte es auf sieben Einsätze (zwei Tore).
Im Juli 2007 unterschrieb Vieri einen Einjahresvertrag bei der AC Florenz, wo er den abgewanderten Luca Toni ersetzen sollte, aber auch dort konnte er nicht mehr an die starken Leistungen seiner Glanzzeit anknüpfen. In der Saison 2007/08 erzielte er in 26 Spielen sechs Tore und fungierte oftmals nur noch als Einwechselspieler.
Im Juni 2008 wechselte Vieri erneut zu Atalanta Bergamo. Dort wurde er jedoch wiederholt von den eigenen Fans ausgepfiffen, die es Vieri übel nahmen, dass er sich nach seinem Comeback bei Atalanta zwei Jahre zuvor zur AC Florenz verabschiedet hatte.
Im Oktober 2009 gab Vieri zunächst sein Karriereende bekannt, bevor er Ende Dezember 2010 einen Halbjahresvertrag beim Boavista SC in Brasilien unterschrieb.

## Nationalmannschaft
Vieri bestritt am 29. März 1997 in der WM-Qualifikation gegen Moldau (3:0) sein erstes A-Länderspiel und erzielte gleich einen Treffer. Im Juni 1997 nahm er mit der Nationalmannschaft am Freundschaftsturnier Tournoi de France teil. 1998 nominierte ihn Nationaltrainer Cesare Maldini für den WM-Kader und während Italiens Sportpresse darüber stritt, ob die beiden Künstler Roberto Baggio und Alessandro Del Piero zusammen auf dem Platz stehen sollten, avancierte der formstarke Vieri zum besten Torschützen der Squadra Azzurra. Mit seiner effektiven Spielweise war er Italiens Erfolgsgarant und erzielte insgesamt fünf Turniertore. Gegen Kamerun (3:0) hatte er doppelt getroffen und im Achtelfinale gegen Norwegen (1:0) war er als Siegtorschütze der Matchwinner. Die Italiener scheiterten im Viertelfinale an Gastgeber Frankreich nach Elfmeterschießen. Gemeinsam mit Gabriel Batistuta war Vieri zweitbester Torschütze des WM-Turniers und in die Riege der weltbesten Mittelstürmer vorgedrungen.
Wegen einer schweren Oberschenkelverletzung verpasste Vieri die Europameisterschaft 2000, stand aber zwei Jahre später zur WM in Japan und Südkorea wieder im Aufgebot. Die Italiener bestätigten zunächst ihre Rolle als Geheimfavorit und Nationaltrainer Giovanni Trapattoni setzte in der Offensive auf das Duo Francesco Totti und Christian Vieri, den er als „Eckpfeiler seiner Mannschaft“ bezeichnete. Der abgezockte Vieri erzielte gegen Ecuador (2:0) beide Tore und traf auch bei der unerwarteten 1:2-Niederlage gegen Kroatien. Im Achtelfinale schied Italien nach einer skandalösen Leistung des Schiedsrichters Byron Moreno überraschend gegen den Co-Gastgeber Südkorea aus (1:2 nach Golden Goal). Vieri hatte dabei in seinem neunten WM-Spiel sein neuntes Tor erzielt und mit Paolo Rossi und Roberto Baggio gleichgezogen.
2004 nahm Vieri an seiner ersten Europameisterschaft teil, allerdings blieben die hoch gehandelten Italiener hinter den Erwartungen zurück und schieden bereits nach der Vorrunde aus. Vieri, dem in drei Spielen kein Tor gelungen war, galt in der Öffentlichkeit als einer der Hauptverantwortlichen für das schlechte Abschneiden. Im Vorfeld der WM 2006 zog sich Vieri eine schwere Knieverletzung zu und schaffte es nicht in das italienische Aufgebot. Nach der WM wurde er nicht mehr nominiert und somit hatte er am 12. Oktober 2005 gegen Moldau sein letztes Länderspiel absolviert (2:1).
Mit 23 Toren, bei 49 Länderspielen, liegt Vieri aktuell auf den neunten Platz der ewigen Torschützenliste der italienischen Nationalmannschaft. Sein jüngerer Bruder Massimiliano bestritt sechs Länderspiele für Australien.

## Erfolge/Titel
Mit der Nationalmannschaft
- U-21-Europameister: 1994

Mit seinen Vereinen
- Weltpokal: 1996
- UEFA Super Cup: 1996
- Europapokal der Pokalsieger: 1998/99
- Italienische Meisterschaft: 1996/97
- Italienischer Superpokal: 1997, 2005
- Italienischer Pokal: 2004/05
- Campionato Primavera: 1991, 1992

Individuelle Erfolge/Ehrungen
- Italiens Fußballer des Jahres:
  - Bester Spieler der Serie A laut Spielerverband: 1998/99
  - Bester italienischer Spieler der Serie A laut Spielerverband: 1998/99, 2001/02
  - Guerin d’Oro (Bester Spieler der Serie A): 2002
- Torschützenkönig:
  - Torschützenkönig der spanischen Primera Division („Pichichi“) 1997/98 (24 Tore in 24 Spielen)
  - Torschützenkönig der italienischen Serie A 2002/03 (24 Tore in 23 Spielen)
  - Silberner Schuh bei der Fußball-Weltmeisterschaft 1998
- FIFA 100
- Goldene Mülltonne („Bidone d’oro“): 2005
- Gazzetta Sports Award: 2018 Aufnahme in die Kategorie „Legende“